# Specijalna jedinica PU Varaždinska "Roda"
Specijalna jedinica PU Varaždinska "Rode" bila je postrojba posebne namjene hrvatske policije. Osnovana je 18. ožujka 1991. godine.

## Povijest
Nakon prvih višestranačkih izbora u Hrvatskoj, čije održavanje i čiji rezultati nisu bili po volji velikosrpskim krugovima, dio srpskog stanovništva nije prihvatio novu demokratski izabranu hrvatsku vlast. Uskoro dolazi do pobune dijela srpskog pučanstva, a ni nakon osamostaljenja Republike Hrvatske situacija se nije poboljšala.
Te su okolnosti dovele da su diljem Hrvatske ožujka 1991. godine formirane Posebne postrojbe policije pri PU, a na osnovi naloga ondašnjeg ministra unutarnjih poslova kojom su sve policijske uprave dobile zadaću osnovati posebne jedinice policije, koje su poslije promijenile naziv u specijalne jedinice policije. "Rode" su odigrale veliku ulogu u varaždinskim danima rata. Dok su pregovarači vodili bitku na jednom polju, "Rode" su zauzimanjem vojarne Jalkovečkih žrtava pridonijeli na bojnom polju, pokazavši neprijatelju snagu i volju hrvatskih postrojba, što je umnogome pomoglo pregovaračima koji su pregovarali o predaji vojarne JNA.
Među ostalim akcijama u kojima je sudjelovala, zanimljiv je pokušaj proboja ka Vukovaru. "Rode" su smještene 1. studenoga 1991. na područje Đakova i već sljedećeg dana upoznavali su se s terenom i izvješćivali PZO-u. 6. studenoga 1991. g. pogodila su dva MIG-a 21. I dalje su skupljali podatke, intenzivno izviđali teren oko sela Karadžićeva preko kojeg je trebao biti izvršen proboj prema Vukovaru. 9. studenoga 1991. g. u 6 ujutro započeo je napad na Karadžićevo, koji nije uspio, ali je postignuta zadaća uznemirenja neprijatelja.
U Domovinskom ratu poginulo je ukupno 11 pripadnika ove jedinice, jedan član i dalje se vodi kao nestali, a cijela ondašnja PU varaždinska, u čiji su sastav ulazile policijske postaje Varaždin, Čakovec, Ivanec, Ludbreg i Novi Marof, tijekom Domovinskog rata imala je 31 poginulog pripadnika te šestoricu nestalih, od čega je 21 policajac poginuo i 5 ih je nestalo u obrani Vukovara.
Preživjeli članovi ove postrojbe jedinice okupljaju se i danas pod okriljem Udruge SJP Roda koja ima oko 500 članova, a koja je osnovana 2000. godine.

## Odlikovanja
- 2012.: Red Nikole Šubića Zrinskog za iskazano junaštvo pripadnika postrojbe u Domovinskom ratu[7]

## Mediji
- fotomonografija  "20 proljeća Roda"

## Vanjske poveznice
- USJP Roda
- MUP, Specijalna policija  Arhivirana inačica izvorne stranice od 4. travnja 2015. (Wayback Machine)
- Predsjednica Vlade na 20. obljetnici osnutka SJP „Roda“ u Varaždinu (foto + audio)[neaktivna poveznica], Braniteljski portal, 18. ožujka 2011.
- Ratni put postrojbe 1991., 1992., 1993., 1994., 1995., 1996.